# 1591 Baize
1591 Baize eller 1951 KA är en asteroid i huvudbältet, som upptäcktes den 31 maj 1951 av den belgiske astronomen Sylvain Arend i Uccle. Den har fått sitt namn efter den franske läkaren och amatörastronomen, Paul Baize.
Asteroiden har en diameter på ungefär 14 kilometer och den tillhör asteroidgruppen Phocaea.